# Jules Michelet
Jules Michelet, född 21 augusti 1798 i Paris, död 9 februari 1874 i Hyères, var en fransk historiker och författare, även företrädare för den romantiska skolan i fransk historieskrivning. Michelets väldokumenterade men okritiska verk präglas av en mycket speciell personlig stil. Han var under sin levnadstid en stor förebild och hade många beundrare i det franska folket. Han har även fått förnyad aktualitet genom sina försök att skildra kollektiv psykohistoria.

## Biografi
Michelet var son till en boktryckare, vann 1819 doktorsgrad och undervisade under 1820-talet i historia vid ett par läroverk i Paris. Efter julirevolutionen (1830) blev han 1831 avdelningschef i franska riksarkivet och var därjämte 1834-1835 vikarie för Guizot vid Sorbonne samt från 1838 professor i historia vid Collège de France.
Hans föreläsningar antog med åren karaktären av en glödande vältalig demokratisk och antijesuitisk propaganda, vilket i januari 1848 ådrog honom förbud mot deras fortsättande; de återupptogs efter februarirevolutionen samma år, men upphörde 1849, och då Michelet efter den Napoleonska statskuppen (2 december 1851) vägrade avlägga ed på de nya författningsbestämmelserna, nödgades han lämna sin arkivtjänst. Han upptogs sedermera helt av sitt författarskap.
Som historisk författare var Michelet en typisk och synnerligen inflytelserik representant för samtidens filosofiska och politiska liberalism, och hans författarskap var starkt påverkat av hans beundran för den äldste representanten för en modern historiens filosofi, italienaren Vico, vars ett århundrade gamla, djupsinniga Scienza nuova Michelet 1827 översatte till franska.
Med läroböckerna Précis de l'histoire moderne (1828) och Précis de l'histoire de France jusqu'à la revolution (1833) samt en Histoire romaine: République (1831) som föregångare framträdde 1833 Michelets stora verk Histoire de France (17 delar, 1833-1867), som behandlar Frankrikes historia till franska revolutionen. Som fortsättningar av detta arbete kan man betrakta Histoire de la révolution française (ett band, 1847-1853) och Histoire du XIX:e siècle (tre band, 1872-1873, skildrande händelserna till slaget vid Waterloo).
Framställningen i dessa arbeten är levande och saftig, men äger ett övermått av färgprakt samt uppbäres snarare av kraftig poetisk intuition än av lugn kritisk forskning, fastän Michelet vida mer än föregående franska hävdatecknare gick direkt till källorna och förstod att "ge de stumma en röst". Uppfattningen är lidelsefull och partisk, i det Michelet städse har för ögonen ett förgudande av "folket", men underskattar de ledande personligheternas betydelse. Han blev därför, har man sagt, en "massornas historiker" ("l'historien des foules").

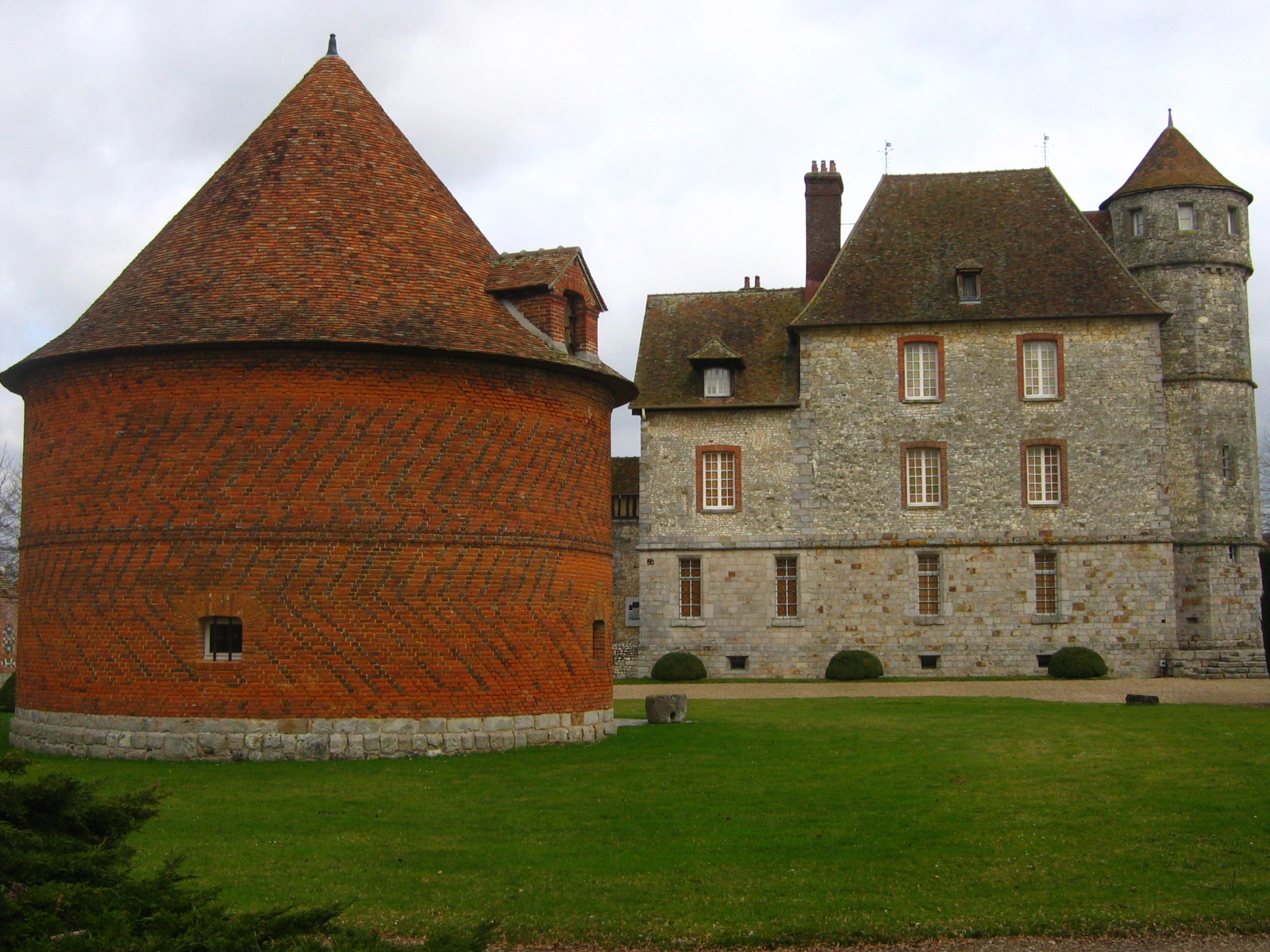
Slottet i Vascœuil, Eure, där Michelet bodde ett par år.

Michelets franska historia har utkommit i en mängd upplagor, varvid särskilt utdrag i bearbetning, intagna i serien Bibliothéque des jeunes francais, bidrog till att påverka den republikanska franska ungdomens samhällsuppfattning. Bland övriga historiska arbeten av Michelet märks även Origines du droit français (1837), en motsvarighet till Grimms Deutsche Rechtsalterthümer. Livligt uppmärksammade alster av Michelets penna var de under 1840-talets katederkamp utgivna stridsskrifterna Des jésuites (1843; tillsammans med Edgar Quinet), Du prêtre, de la femme et de la famille (1845) och Le peuple (1846).
Efter sitt andra giftermål (med Athanaise Mialaret, 1850) återvände Michelet till sin ungdoms naturvetenskapliga och moralfilosofiska studier och hängav sig under hustruns påverkan åt en halvt religiöst färgad, poetisk-panteistisk livsuppfattning. Han utgav nu bland annat en rad naturfilosofiska, känsligt poetiska studier, som vann stark spridning och mycken anklang: L’oiseau (1856), L'insecte (1857), L'amour (1859), La femme (1860), La mer (1861), La sorcière (1862; konfiskerad i Frankrike), Le bible de l'humanité (1864) och La montagne (1868).
Politiska tilldragelser för dagen gav anledning till hans båda skrifter La Pologne martyre (1863) och La France devant l'Europe (1871). Av hans efterlefvande änka har utgivits en del av Michelets självbiografiska anteckningar och reseminnen, såsom Ma jeunesse (1884), Mon journal 1820-1823 (1888) och Rome (1890). Michelets Œuvres complètes utgavs i 40 band, 1893-1899.